# Arraso
Arraso ist ein spanischer Ort in der Provinz Huesca der Autonomen Gemeinschaft Aragonien. Arraso, im Pyrenäenvorland liegend, gehört zur Gemeinde Sabiñánigo. Der Ort auf 951 Meter Höhe hatte im Jahr 2015 sechs Einwohner.

## Geographie
Arraso liegt etwa 16 Kilometer südlich von Sabiñánigo und ist von der A1604 zu erreichen. Der Ort gehört zur Landschaft Guarguera.

## Einwohnerentwicklung
1920 = 12
1930 = 9
1940 = 13
1950 = 11
1960 = 14
1970 = 4
1981 = 0
1991 = 8
2001 = 7
2011 = 7
2019 = 5